# Rose Marie Canedo
Rosa María Vélez Rapp (Santa Cruz de la Sierra, 6 de abril de 1949-La Paz, 8 de abril de 1978), conocida artísticamente como Rose Marie Canedo o Rosemary, fue una actriz, escritora y directora de teatro boliviana.

## Biografía
Nació el 6 de abril de 1949 en Santa Cruz de la Sierra, Bolivia. Hija de Roger Vélez Cuellar y de María Luisa Rapp. A temprana edad la familia se trasladó a la ciudad de La Paz, donde Rose Marie estudió la primaria y secundaria. Hablaba, además del español, el alemán y el francés. Al terminar el Bachillerato se casó con el entonces estudiante de medicina y posteriormente también actor, director de teatro y escritor Andrés Canedo de Ávila.
Estudió Dirección de Cine, en la entonces Escuela de Cine de la Universidad Nacional de Córdoba en Argentina. Desde 1972 hasta 1978 tuvo una fructífera vida artística que se truncó por su muerte prematura el 6 de abril de 1978.
En 1972 integró el elenco del fallecido autor, director y actor teatral, escritor y poeta  argentino Hugo Herrera, con quien viajó al Festival Latinoamericano de Teatro de Quito, Ecuador, con la obra El carretón de Juan de la Cruz, estrenada en Córdoba. Se trataba de un drama sobre los distintos levantamientos populares en Hispanoamérica.  En la misma Rose Marie representaba a varios personajes femeninos, siendo el principal el de Mujer Campesina. Con esta obra el Teatro Trotea, habría de recorrer distintas ciudades de Ecuador, Colombia y Venezuela totalizando más de 200 representaciones. El elenco agregó durante esta gira sudamericana una nueva obra, La gata Patacha, orientada para niños que les permitió concluir su gira.
En 1973 regresó a Bolivia y colaboró con la puesta en escena de El vientre de la ballena, basada en una obra de Megan Terry, dirigida por Eduardo Perales.

En 1974 asume el personaje de Honey en ¿Quién le teme a Virginia Woolf? de Edward Albee. El mismo año pone en escena y dirige Calígula, de Albert Camus,  con Teatro Tiempo. Al respecto, Carlos Rosso Orosco, Director de Cultura de la Universidad Católica Boliviana, recuerda su paso por la Universidad Católica:
Hacia 1974, se volvió a revivir la actividad y, esta vez, se convocó a Rosemary Cañedo  (N/E Canedo) y su "Teatro Tiempo" quienes pasaron a depender de la Universidad y realizaron algunas presentaciones entre las que se destacó Calígula, de Camus, en una puesta escénica que fue histórica. 
Ese mismo año, también llevó a escena y dirigió Antígona, de Jean Cocteau.
En 1975 llevó a escena y dirigió Final de Partida, de Samuel Beckett y El lugar, de Carlos Gorostiza. El mismo año ingresó como profesora en el Taller Nacional de Teatro que fue creado por medio de la Universidad Mayor de San Andrés por Guido Calabi Abaroa, con el "objetivo de formar a elencos, actores y directores de teatro para así difundir el arte dramático." pág.191, según el artículo Teatro Boliviano Contemporáneo de Willy O. Muñoz. Entre el 1975 y 1976 dirigió El hombre de la flor en la boca de Luigi Pirandello, Medea de Jean Anouih, Cuántos somos, de creación colectiva, entre otras.

Gastón Suárez y Guido Calabi en una entrevista realizada por la periodista Mabel Franco Ortega mencionan:
"Si miras las experiencias de las décadas 60, 70, 80, los teatros universitarios y algunos directores como Eduardo Perales, Rosmery Canedo, Ninón Dávalos, Tota Arce, entre otros -que seguramente tenían lecturas y acceso a las corrientes europeas encarnadas por Artaud, Sartre, Beckett, Ionesco, luego Brecht, Grotowsky, etc.- verás que representaban obras o las escribían pensando en un público "educado" 

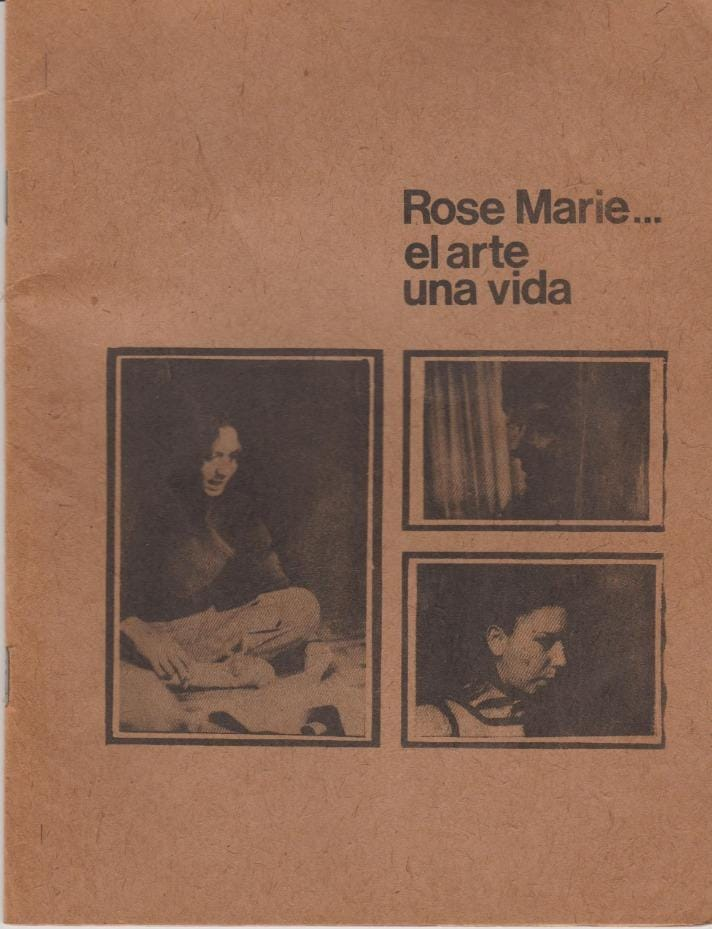
Folleto póstumo de homenaje a su trayectoria teatral

En 1977, como directora de Teatro Tiempo, llevó a escena Sahara de Luis Bredow. Con la elección de sus textos consolidó una marca, la investigadora teatral Fernanda Verdesoto escribe para Página Siete: 
"Textos que manifiestan una lucha interna del ser humano con su lugar en el mundo; textos existencialistas y absurdos, que nos cuestionan cada una de nuestras decisiones; textos que se imponen ante el despotismo en la época más febril de las dictaduras...Elegir obras como estas nos dice mucho de su directora, que, como sus autores, se animó a brindar una imagen impactante, reflexiva y –por qué no– perturbadora para el público boliviano".
En 1978 invitada a dirigir, dentro de la Temporada Oficial del  Teatro Municipal de La Paz, la obra Tupac Amaru de Osvaldo Dragún, crea la puesta en escena (agregando fragmentos de la obra El carretón de Juan de la Cruz”, de Hugo Herrera)  e inicia el proceso de ensayos con actores de Teatro Tiempo y del Taller Nacional de Teatro, sin embargo, al fallecer, la obra queda inconclusa.

## Premios y reconocimientos
"En su memoria se estableció el premio departamental de teatro Rose Marie Vélez de Canedo, el Convenio Rose Marie Canedo entre el Instituto Boliviano de Cultura, la Alcaldía Municipal, la UMSA, la Asociación de Boliviana de Actores y el Centro Boliviano del Instituto Internacional de Teatro (1979), además del festival de teatro Rose Marie Canedo en Santa Cruz de la Sierra (1979). El crítico de cine Pedro Susz realizó un video titulado Rose Marie en su honor." 
A esta recopilación de premios, realizada por el Goethe Institut La Paz en su Mapeo de mujeres en las artes en Bolivia 1919-2019 - Proyecto El siglo de las mujeres de 2019, se suman reconocimientos que se hacen en su honor hasta ahora, como el del Gobierno Autónomo Municipal de La Paz que instaló su fotografía junto a las de Maritza Wilde, Morayma Ibáñez, Mabel Rivera y María Teresa Dal Pero en su recientemente nombrado Teatro Municipal de Cámara "Norma Merlo", otra de las actrices que dirigió Rose Marie.